# Eagle Nest (New Mexico)
Eagle Nest ist eine Gemeinde im Colfax County im US-Bundesstaat New Mexico.

## Geographie
Eagle Nest liegt direkt am Eagle Nest Lake sowie in einem sehr gebirgigen Gelände zwischen dem höchsten Berg New Mexicos, dem Wheeler Peak (4011 m) im Westen und dem Baldy Mountain (3792 m) im Osten. 80 Kilometer nordöstlich liegt Raton, 30 Kilometer östlich Cimarron und etwa 90 Kilometer südwestlich Santa Fe. Der U. S. Highway 64 verläuft durch den Ort.

## Geschichte
Verschiedene Indianerstämme durchstreiften ursprünglich die Gegend, um den reichhaltigen Wildbestand zu jagen. In den umliegenden Wäldern kommen beispielsweise nach wie vor Bären, Pumas, Hirsche und Elche vor. Nach 1800 betrieben einige Siedler zunächst Viehzucht in offenen Landstrichen. In den 1860er Jahren wurde Gold in der Gegend gefunden, woraufhin sich viele Goldschürfer ansiedelten. Zwischen 1916 und 1918 wurde ein privat finanzierter Staudamm, der Eagle Nest Dam gebaut, der das Wasser des Cimarron River anstaute, wodurch der Eagle Nest Lake entstand. Der Staudamm wurde 1979 in das National Register of Historic Places aufgenommen. Der Ort hieß zunächst Therma, nach dem Namen der Tochter des lokalen Postvorstehers. Wegen der Adler, die in der Region ihre Nester (Eagle nests) anlegten, erhielten Ort und See im Jahr 1930 die Namen Eagle Nest bzw. Eagle Nest Lake.

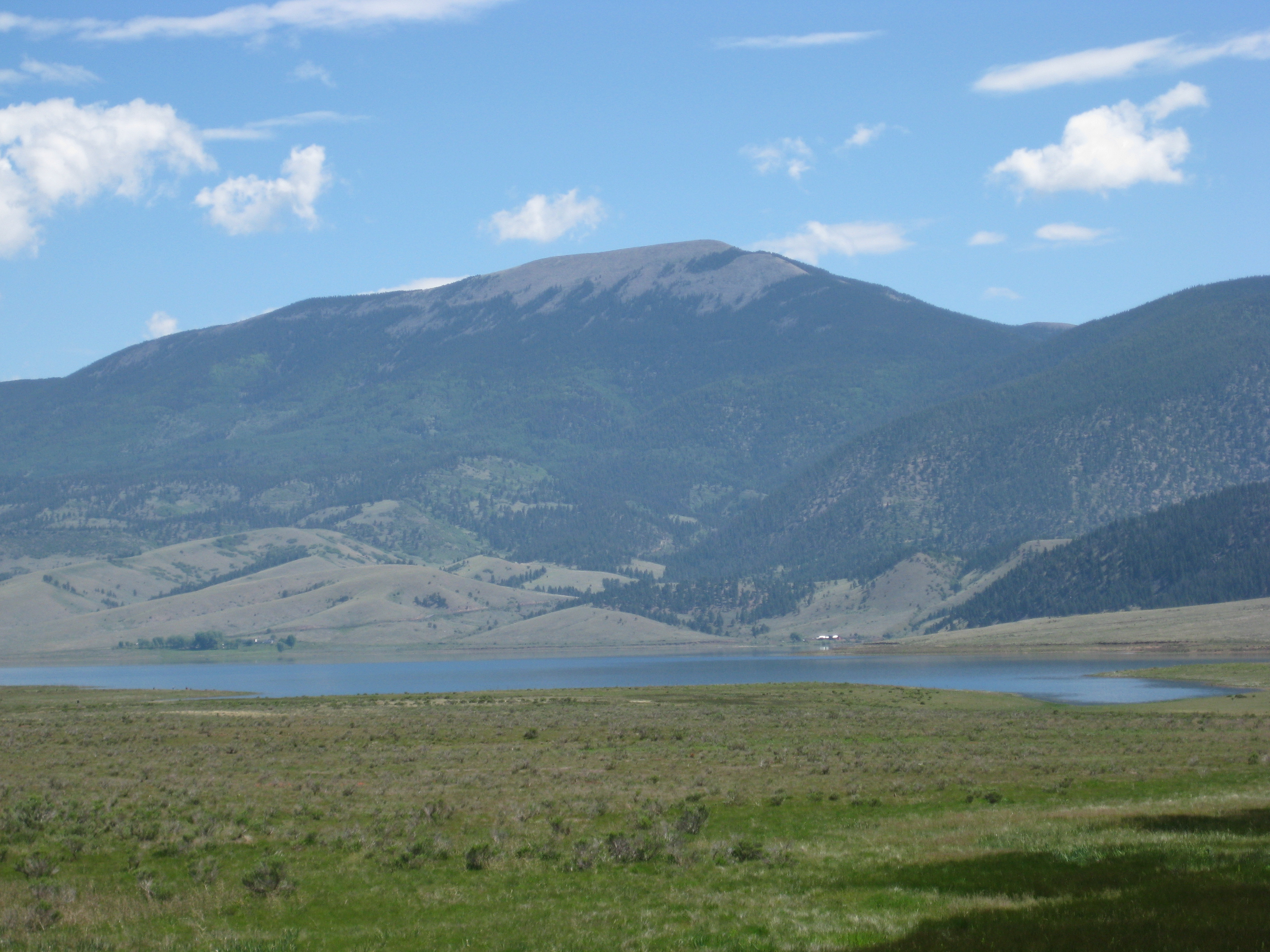
Eagle Nest Lake
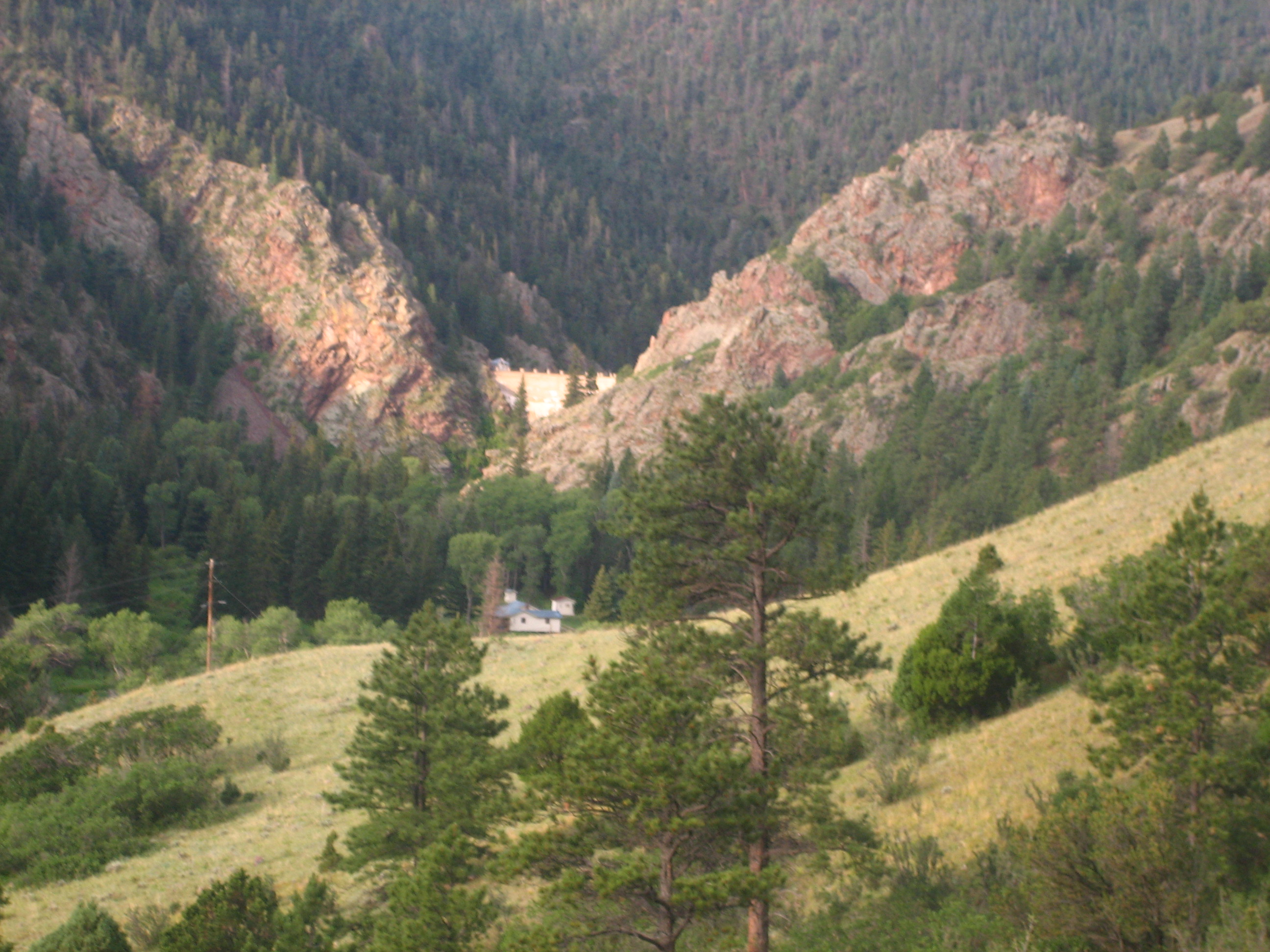
Eagle Nest Staudamm
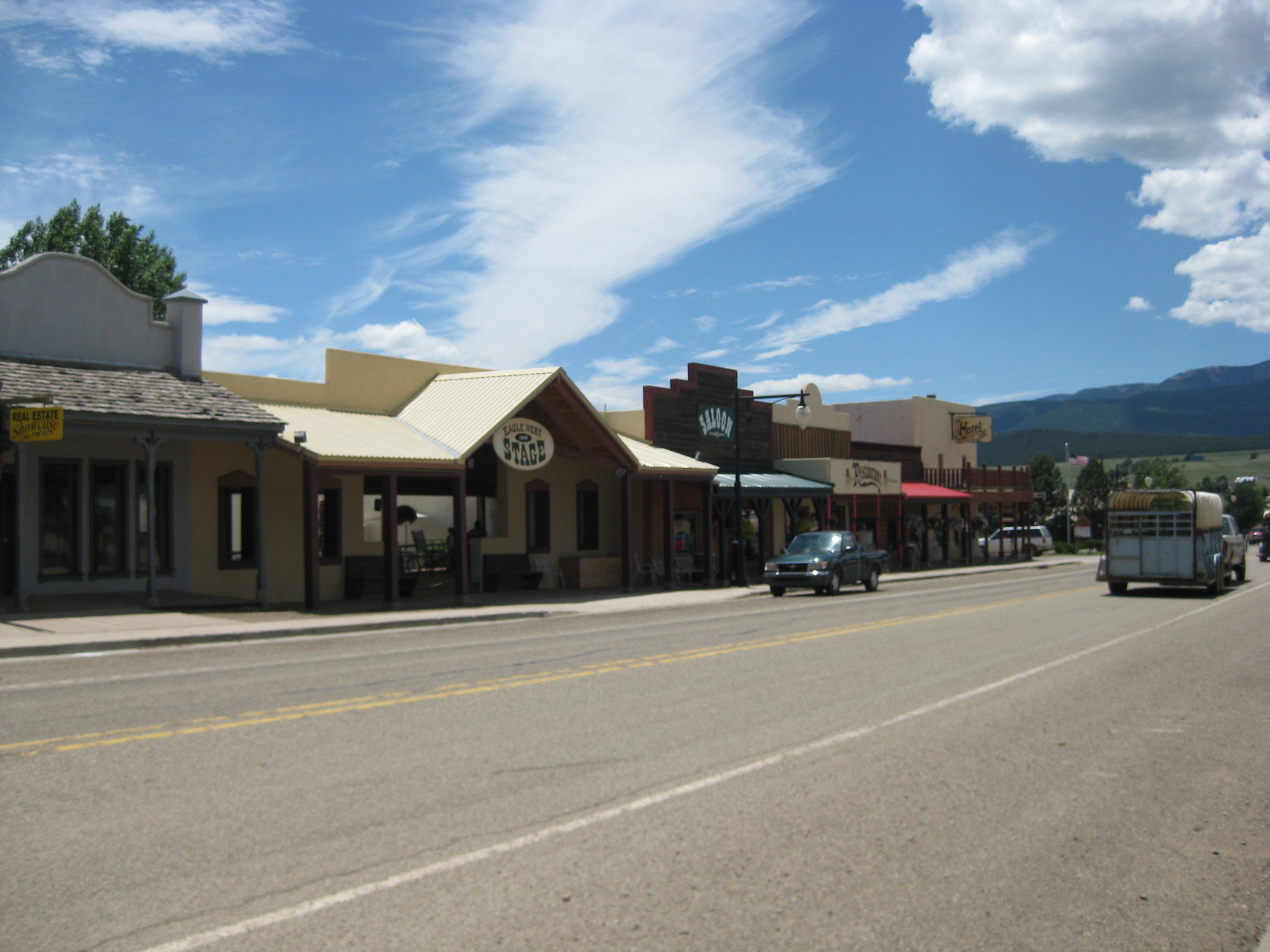
Eagle Nest 2009

Der Ort ist heute vor allem im Tourismus tätig und wegen seiner landschaftlichen Schönheit und seines Wild- und Fischreichtums bei Bergsteigern, Naturbeobachtern, Jägern und Anglern gleichermaßen beliebt. Auch diverse Wintersportaktivitäten sind möglich. 2004 wurde der Eagle Nest Lake State Park eröffnet, der auch einen Campingplatz beinhaltet.

## Demografie
Im Jahr 2012 wurde eine Einwohnerzahl von 278 Personen ermittelt, was eine Abnahme um 9,2 % gegenüber dem Jahr 2000 bedeutet. Das Durchschnittsalter der Bewohner lag 2012 mit 51,1 Jahren über dem Durchschnittswert von New Mexico, der 45,5 Jahre betrug.
20,7 % der heutigen Einwohner sind hispanischen Ursprungs. Weitere Einwanderungsgruppen während der Gründerzeit kamen zu 16,7 % aus England, zu 15,4 % aus Deutschland und zu 14,7 % aus Irland.